# Jochen Schweitzer
Jochen Schweitzer-Rothers (* 23. Januar 1954 in Göttingen; † 31. Oktober 2022 in Heidelberg) war ein deutscher Psychologe, Psychotherapeut, Hochschullehrer und Autor.

## Werdegang
Nach dem Studium der Psychologie und Rechtswissenschaften in Göttingen und Gießen von 1972 bis 1978 und einer familientherapeutischen Ausbildung in Cambridge sowie Philadelphia arbeitete er als Kliniker in der Kinder- und Jugendpsychiatrie Weinsberg (Promotion zum Dr. rer. soc. in Tübingen 1986 bei Reinhart Lempp und Hans Thiersch), in der Psychosomatischen Universitätsklinik Heidelberg und schließlich am damaligen Institut für Psychoanalytische Grundlagenforschung und Familientherapie der Universität Heidelberg bei Helm Stierlin. 1996 wechselte er mit seiner Habilitation als stellvertretender Leiter an das Institut für Medizinische Psychologie. Seit 2003 außerplanmäßiger Professor für Medizinische Psychologie und Psychotherapie, leitete er dort seit 2006 die „Sektion Medizinische Organisationspsychologie“ im Institut für Medizinische Psychologie.

## Wirken
Jochen Schweitzer arbeitete seit 1980 mit dem Schwerpunkt systemische Therapie und Beratung als publizierender Praktiker und Praxisforscher. Sein klinischer Schwerpunkt war die Entwicklung systemischer Konzepte für die stationäre Jugendpsychiatrie, Psychosomatik, Allgemeinpsychiatrie, Gemeindepsychiatrie und Jugendhilfe, derzeit für die Flüchtlingsarbeit. Diese Erfahrungen flossen in das mit Arist von Schlippe 1996 verfasste und 2012 neubearbeitete „Lehrbuch der systemischen Therapie und Beratung“ ein (Vandenhoeck & Ruprecht), das derzeit wohl meistverkaufte deutschsprachige Psychotherapie-Lehrbuch. Ihm folgte 2006 Band II „Das störungsspezifische Wissen“. Die von ihm miterarbeitete Expertise Die Wirksamkeit systemischer Therapie / Familientherapie trug zur wissenschaftlichen Anerkennung der systemischen Therapie als evidenzbasiertem Verfahren bei, welche inzwischen vom Gemeinsamen Bundesausschuss als dritte Therapieform neben Tiefenpsychologie und Verhaltenstherapie anerkannt wurde. Jochen Schweitzer war Mitgründer der Heidelberger Systemischen Forschungstagungen, der Zeitschrift Psychotherapie im Dialog im Thieme Verlag, des Helm-Stierlin-Instituts und der SYMPA-Weiterbildungsprojekte. 2007 bis 2013 war er Vorsitzender der Deutschen Gesellschaft für Systemische Therapie und Familientherapie (DGSF), seither deren gesellschaftspolitischer Sprecher. Seit etwa 2000 wandte er sich verstärkt der Organisationsberatung zu und baute am Universitätsklinikum Heidelberg eine „Sektion Medizinische Organisationspsychologie“ auf. Diese beschäftigt sich neben der systemischen Krankenhausberatung mit der Bewältigung stressvoller Transformationsprozesse im Gesundheitswesen.

## Arbeitsschwerpunkte
Systemische Familientherapie bei körperlichen, psychiatrischen und Verhaltensstörungen. Organisationsentwicklung und -beratung im Gesundheitswesen, Seelische Gesundheit am Arbeitsplatz.

## Privates
Jochen Schweitzer lebte in Heidelberg. Er war mit der Gynäkologin Margarete Rothers verheiratet und hinterlässt zwei Söhne.

## Publikationen
- Therapie dissozialer Jugendlicher. Juventa, Weinheim 1987, ISBN 3-7799-0676-7.
- mit Bernd Schumacher: Die unendliche und die endliche Psychiatrie: Zur (De-)Konstruktion von Chronizität. Carl-Auer-Systeme, Heidelberg 1995, ISBN 3-927809-54-3.
- mit Elisabeth Nicolai und Nadja Hirschenberger: Wenn Krankenhäuser Stimmen hören. Vandenhoeck & Ruprecht, Göttingen 2005, ISBN 3-525-46229-8.
- mit Elisabeth Nicolai: SYMPAthische Psychiatrie. Handbuch systemisch-familienorientierten Arbeitens. Vandenhoeck & Ruprecht, Göttingen 2010, ISBN 978-3-525-40162-0.
- mit Arist von Schlippe: Lehrbuch der systemischen Therapie und Beratung I. Das Grundlagenwissen. 3., unveränderte Auflage. Vandenhoeck & Ruprecht, Göttingen 2016, ISBN 978-3-525-40185-9.
- mit Arist von Schlippe: Lehrbuch der systemischen Therapie und Beratung II. Das störungsspezifische Wissen. 4. Auflage. Vandenhoeck & Ruprecht, Göttingen 2012, ISBN 978-3-525-46256-0.
- mit Ulrike Bossmann: Systemisches Demografiemanagement – Wie kommt Neues zu alternden Belegschaften in den Betrieb. VS Verlag, Wiesbaden 2013, ISBN 978-3-658-03147-3.
- mit Jan Weinhold, Annette Bornhäuser und Christina Hunger: Dreierlei Wirksamkeit. Die Heidelberger Studie zu Systemaufstellungen. Carl Auer, Heidelberg 2014, ISBN 978-3-8497-0047-8.
- Ich hätte da noch eine Idee … Persönliche Geschichten aus 45 Jahren Systemischer Therapie und Beratung. Vandenhoeck & Ruprecht, Göttingen 2022, ISBN 978-3-525-40863-6.